# Ishar
 (mai 2022).
Si vous disposez d'ouvrages ou d'articles de référence ou si vous connaissez des sites web de qualité traitant du thème abordé ici, merci de compléter l'article en donnant les références utiles à sa vérifiabilité et en les liant à la section « Notes et références ».
Ishar est une série de jeux de rôle sur ordinateur français publiés par Silmarils. Elle est constituée de Ishar: Legend of the Fortress, Ishar 2: Messengers of Doom et Ishar 3: Seven Gates of Infinity. Dans cette série de jeux, le mot Ishar signifie « inconnu » dans la langue elfique, et c'est le nom de la forteresse du sorcier Krogh dans le premier opus.
Chaque jeu (à part Crystals of Arborea) a une vision à la première personne et permet au joueur de diriger un groupe de cinq personnages, chacun ayant une race et une classe différentes, qui lui donnent différentes capacités.
Ishar n'a pas vu de nouvel opus depuis Ishar 3 malgré le projet Ishar 4.

## Crystals of Arborea
Crystals of Arborea, un jeu sorti par Silmarils en 1990, est souvent surnommé « Ishar 0 » de par le fait que ce jeu précède Ishar à la fois dans son style et dans l'histoire du monde. Morgoth, l'antagoniste principal de Crystals of Arborea, est le père de Krogh, celui d'Ishar: Legend of the Fortress. De plus, la plupart des compagnons de Jarel (les héros du premier jeu) peuvent être rencontrés dans Ishar voire dans Ishar 2.

## Ishar: Legend of the Fortress
Le premier opus de la série Ishar est sorti en 1992 sur Amiga, Atari ST, et DOS. Il se déroule intégralement sur l'île de Kendoria. Le joueur incarne au départ le guerrier Aramir et doit vaincre le sorcier Krogh qui a tué le seigneur Jarel. Pour cela, il doit parcourir toute l'île et entre autres rencontrer les compagnons de Jarel survivants.
Ishar se déroule essentiellement en extérieur, et se démarque ainsi de la plupart des jeux de rôle sur ordinateur de l'époque qui sont souvent intégralement souterrains. Une autre caractéristique intéressante est la gestion du groupe de personnages-joueurs : le joueur peut avoir jusqu'à cinq personnages à la fois, mais chaque personnage peut plus ou moins apprécier ses camarades. En fonction de ces préférences, chaque recrutement (dans une auberge ou en rencontrant un personnage en rase campagne) nécessite un vote de la part des personnages déjà existant. Un autre vote est également requis pour renvoyer un personnage du groupe ; il est possible de contourner cette seconde restriction en assassinant le personnage en question, au risque que les amis du personnage assassiné ne se vengent sur l'assassin ! (ce qui put aller jusqu'à l'éradication pure et simple du groupe (chacun se vengeant sur l'assassin) voire la mort de tout le groupe héros y compris) Un aspect critiquable du jeu est que chaque sauvegarde fait perdre de l'or au joueur.

## Ishar 2: Messengers of Doom
Ishar 2 est sorti en 1993 sur Amiga, Atari ST et DOS. Dans Ishar 2, le joueur incarne au départ Zubaran, nouveau seigneur d'Ishar, qui reçoit une vision lui ordonnant de vaincre le sorcier Shandar ; il peut alternativement importer ses personnages d'Ishar 1. Le jeu se déroule cette fois dans un archipel dont chaque île porte le nom d'un des compagnons de Jarel ; chaque île a un type de terrain différent.
Ce jeu innove par rapport au jeu précédent avec un système de combat plus ergonomique (au lieu d'être répartis sur l'écran, les boutons qui font attaquer les personnages sont rassemblés, ce qui permet au joueur de leur cliquer dessus plus vite) et l'apparition d'un cycle jour-nuit (les marchands étant fermés de nuit). De plus, les sauvegardes ne sont plus payantes.
Dans Ishar 2, il est possible d'aller écouter dans une boîte de nuit un groupe de musique nommé « The Gates », un clin d'œil au groupe The Doors.

## Ishar 3: Seven Gates of Infinity
Ishar 3 est sorti en 1994. Le joueur démarre avec Zubaran (ou importe ses personnages d'Ishar 1 ou 2) et y chasse le dragon de Sith en traversant successivement une série de portes qui le font chacune visiter une époque différente. Chaque époque, comme les îles dans Ishar 2, a son propre climat et type de terrain (qui est en fait une variante du terrain de départ, le joueur ne voyageant pas beaucoup géographiquement). À noter que les différentes cartes, y compris les cartes ayant une apparence d'extérieur, sont en réalité des labyrinthes aux couloirs étroits et non des espaces ouverts à l'image de Ishar 1.
Le gameplay est similaire aux autres titres de la série. Le titre est toutefois entaché de quelques bugs et de choix de design peu pertinents. Par exemple, la gestion de l'équipe, similaire aux autres titres, prend en compte les affinités entre les membres. Cependant, un passage dans le jeu, assez tard, impose de devoir recruter deux personnages bien précis dans l'équipe, ce qui oblige à se séparer de deux anciens membres. Le joueur peut se retrouver bloqué si son équipe, devenue soudée entre elle après de nombreuses aventures, refuse de laisser partir deux d'entre eux (lesquels ne pourront pas être recrutés à nouveau). Il peut ne pas avoir d'autre choix que d'assassiner ses personnages, au risque d'une réaction en chaîne, ou de devoir recommencer le jeu en concevant sa nouvelle équipe autour d'un noyau de 3 personnages uniquement.
Dans Ishar 3, un des patrons d'une auberge précise que comme il est loin du centre ville il ne voit jamais personne et rajoute "c'est affreux, affreux, affreux, affreux...", clin d'œil aux Guignols de l'info à l'époque (1994).

## Ishar 4: Ishar Genesis
Deux années après le succès de Deus, Ishar 4 fut envisagé (Ishar Genesis, comme nom du projet), mais malheureusement les seuls travaux à être repris seront pour Asghan, un Tomb Raider-like médiéval qui ne rencontrera pas le succès en 1998.

## Ishar Compilation
Ishar Compilation a été édité par DotEmu en 2009. Cette compilation intègre la trilogie Ishar et Crystals of Arborea.